# نكسس إس
نكسس إس (بالإنجليزية: Nexus S)‏ هو هاتف ذكي من سامسونج ضمن سلسلة نكسس يعمل بنظام أندرويد تم الكشف عنه عام 2010 في مؤتمر ويب 2.0، تم طرحه في الأسواق في 16 ديسمبر 2010.

## الخصائص
- نظام التشغيل: أندرويد
- الكاميرا الأمامية: VGA
- الكاميرا الخلفية: 5 ميجابكسل
- الشاشة: إل سي دي
- الوزن: 129.0 غ (4.55 أونصة) AMOLED-Version, 140.0 غ (4.94 أونصة) Super-Clear-LCD-Version
- المعالج: أحادي النواة بتردد 1غ.ه
- الذاكرة: 512 ميجابايت رام
- التخزين: 16 جيجابايت